# Renault Ergos
Renault Ergos war eine Traktor-Baureihe des Herstellers Renault Agriculture, der ehemaligen Traktorensparte des französischen Automobilherstellers Renault mit einer Motorleistung von 57 kW (77 PS) bis 71 kW (97 PS).